# Addiscombe
Addiscombe is een wijk in het Londense bestuurlijke gebied Croydon, in de regio Groot-Londen.

## Geboren in Addiscombe
- Matthew Fisher (1946), muzikant (organist) (Procol Harum), componist en producer
- Kate Moss (1974), fotomodel

## Galerij

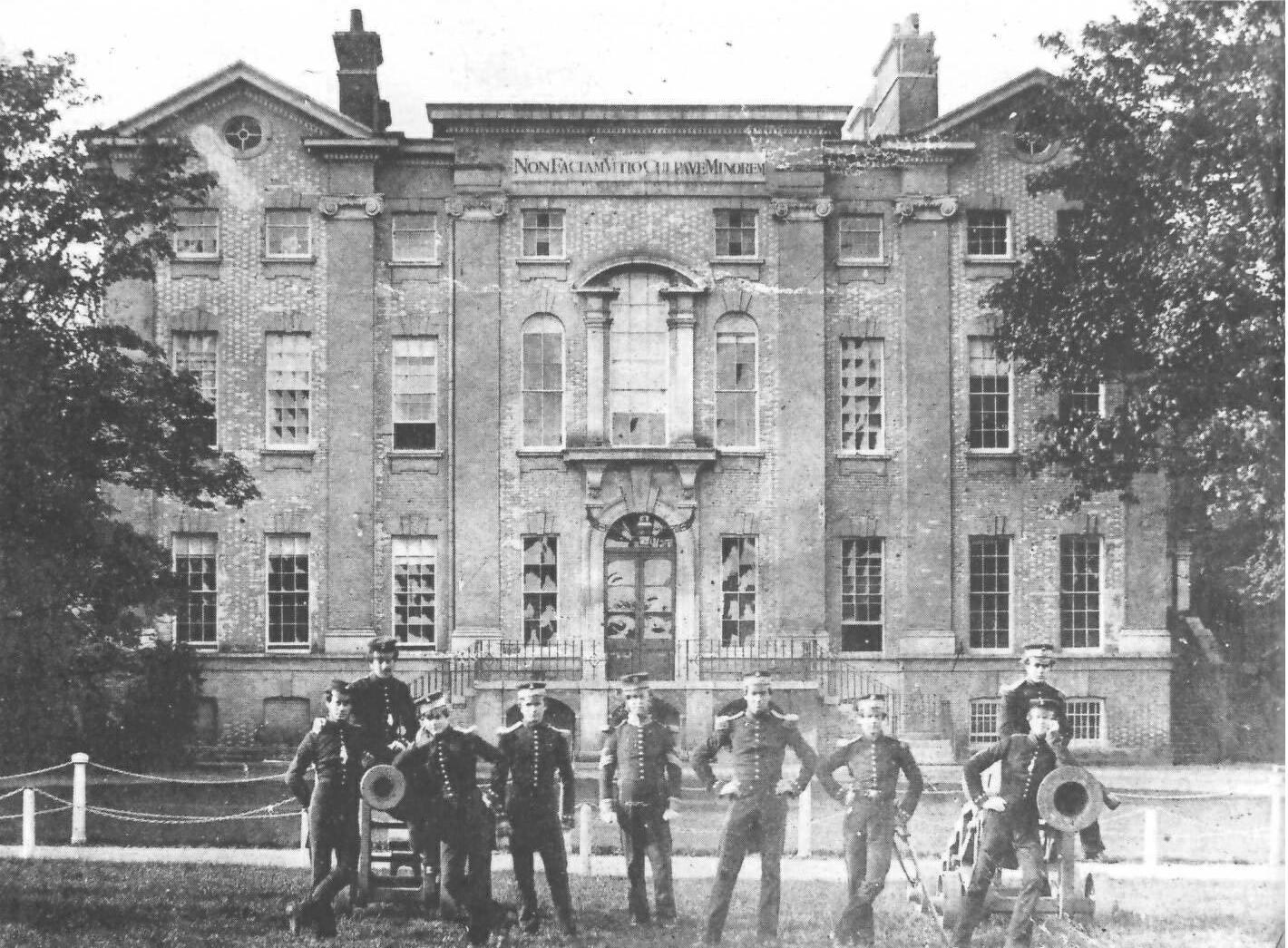
Addiscombe Seminary
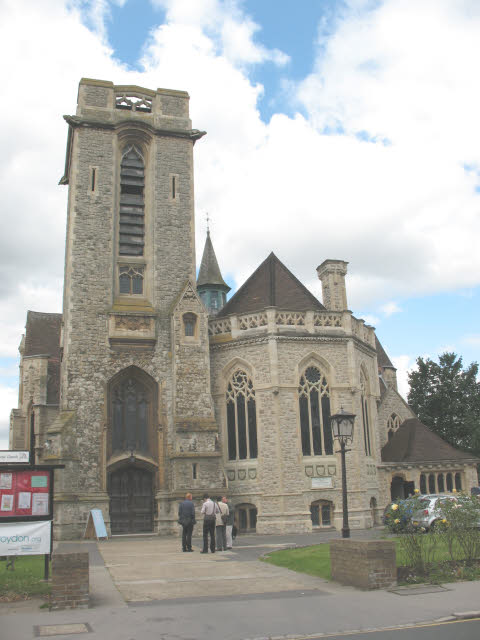
Kerk St Mary Magdalene
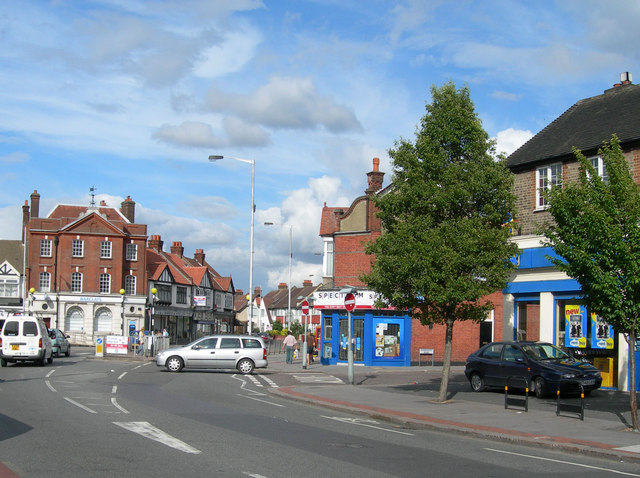
Addiscombe Road
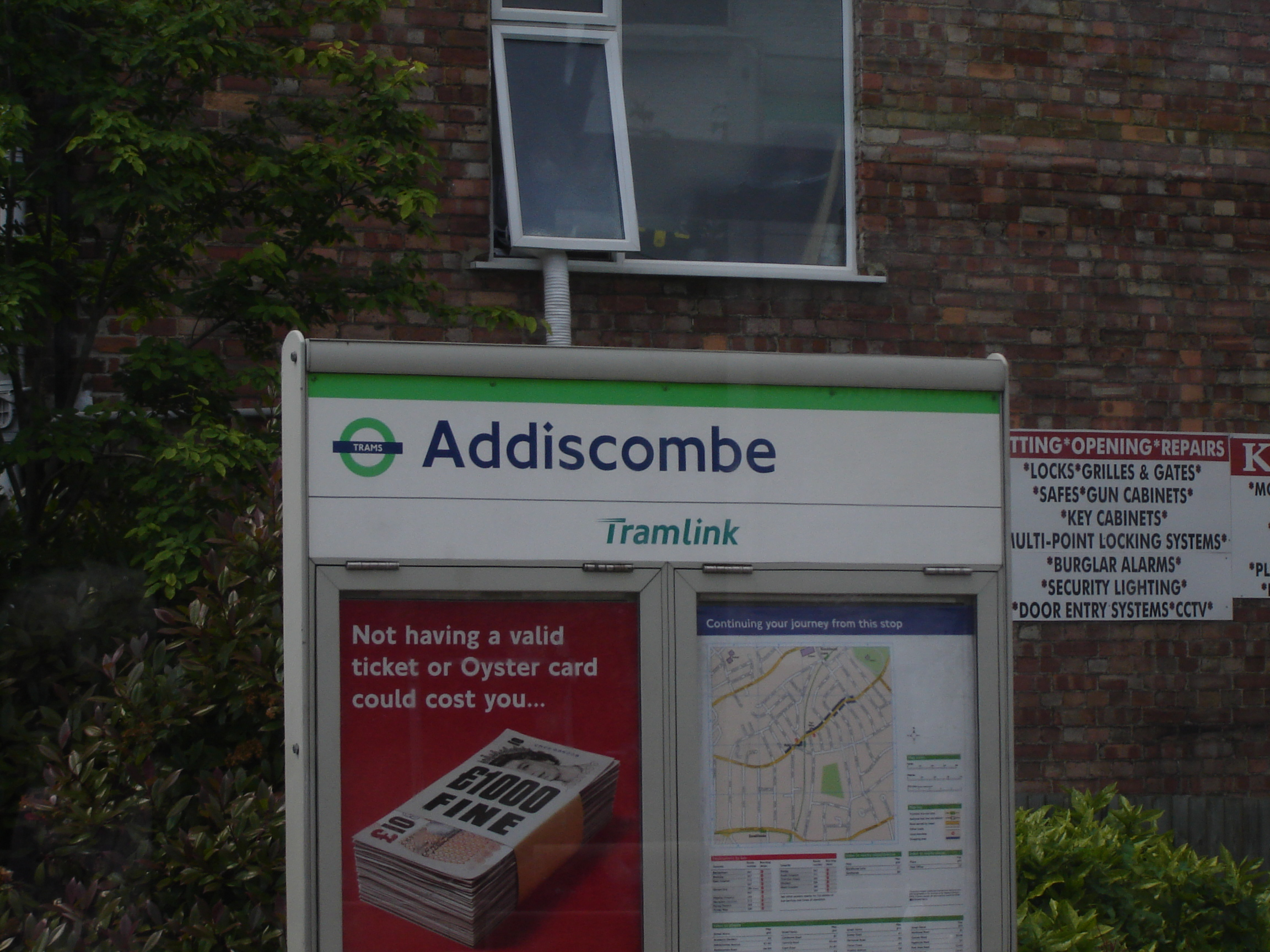
Tramhalte